# Magadenovac
Magadenovac falu és község Horvátországban, Eszék-Baranya megyében.

## Fekvése
Eszéktől légvonalban 39, közúton 48 km-re északnyugatra, Nekcsétől 20 km-re északra, a Szlavóniai-síkságon, a Nekcséről Alsómiholjácra menő út mentén fekszik.

## A község települései
A községhez közigazgatásilag Beničanci, Lacići, Kućanci, Magadenovac,  Malinovac és Šljivoševci települések tartoznak.

## Története
Magadenovac aránylag fiatal település, mely csak a 20. század elején keletkezett Beničanci északi, azonos nevű határrészén. Első lakói a környező erdők és földek megművelésére betelepített magyarok, dunai svábok és horvátok voltak. 1910-ben 9 lakosa volt. Verőce vármegye Alsómiholjáci járásához tartozott. Az 1910-es népszámlálás adatai szerint lakosságának 56%-a magyar, 33%-a horvát, 11%-a német anyanyelvű volt. Az első világháború után 1918-ban az új szerb-horvát-szlovén állam, majd később (1929-ben) Jugoszlávia része lett. 1991-ben lakosságának 71%-a horvát, 15%-a szerb, 11%-a jugoszláv nemzetiségű volt. 2011-ben a falunak 109, a községnek összesen 1936 lakosa volt.

## Lakossága
| Lakosság változása | Lakosság változása | Lakosság változása | Lakosság változása | Lakosság változása | Lakosság változása | Lakosság változása | Lakosság változása | Lakosság változása | Lakosság változása | Lakosság változása | Lakosság változása | Lakosság változása | Lakosság változása | Lakosság változása | Lakosság változása |
| ------------------ | ------------------ | ------------------ | ------------------ | ------------------ | ------------------ | ------------------ | ------------------ | ------------------ | ------------------ | ------------------ | ------------------ | ------------------ | ------------------ | ------------------ | ------------------ |
| 1857               | 1869               | 1880               | 1890               | 1900               | 1910               | 1921               | 1931               | 1948               | 1953               | 1961               | 1971               | 1981               | 1991               | 2001               | 2011               |
| 0                  | 0                  | 0                  | 0                  | 0                  | 9                  | 21                 | 46                 | 77                 | 91                 | 99                 | 107                | 118                | 106                | 105                | 109                |

## Gazdaság
A község gazdasága természeti erőforrásokkal függ össze. Így a mezőgazdasági termelés és az állattenyésztés, a kereskedelem, valamint a vendéglátás dominálnak, és más tevékenységeknek csak kis részben vannak képviselve. A község teljes mezőgazdasági területe 6484 hektár. Az állattenyésztés és a szántóföldi gazdálkodás mellett kedvezőek a feltételek a kertészet, a gyümölcstermesztés, a kisállatok (baromfi, sertéstenyésztés) és a virágkertészet fejlesztéséhez. A község területének nagy része (9854,30 hektár) olaj- és gázmező, mely Crnac, Kućanci, Beničanci, Bokšić, Klokočevci és Obod területére terjed ki.
Kedvezőek a feltételek a vadászathoz is. A község teljes erdőterülete 4333 hektár, gazdag vadállománnyal.

## Nevezetességei
Keresztelő Szent János tiszteletére szentelt római katolikus temploma a šljivoševci plébánia filiája.

## Oktatás
A „Matija Gubec” általános iskola 1973-ban nyitotta meg kapuit.

## Egyesületek
- LD "Sokol" Magadenovac vadásztársaság
- VZO Magadenovac tűzoltó egyesület
- „Ljubav” Magadenovac gyermekek, idős és fogyatékos személyek támogató egyesülete
- Matica nyugdíjasok egyesülete
- „Garfield” ifjúsági egyesület